# Honda Greiz

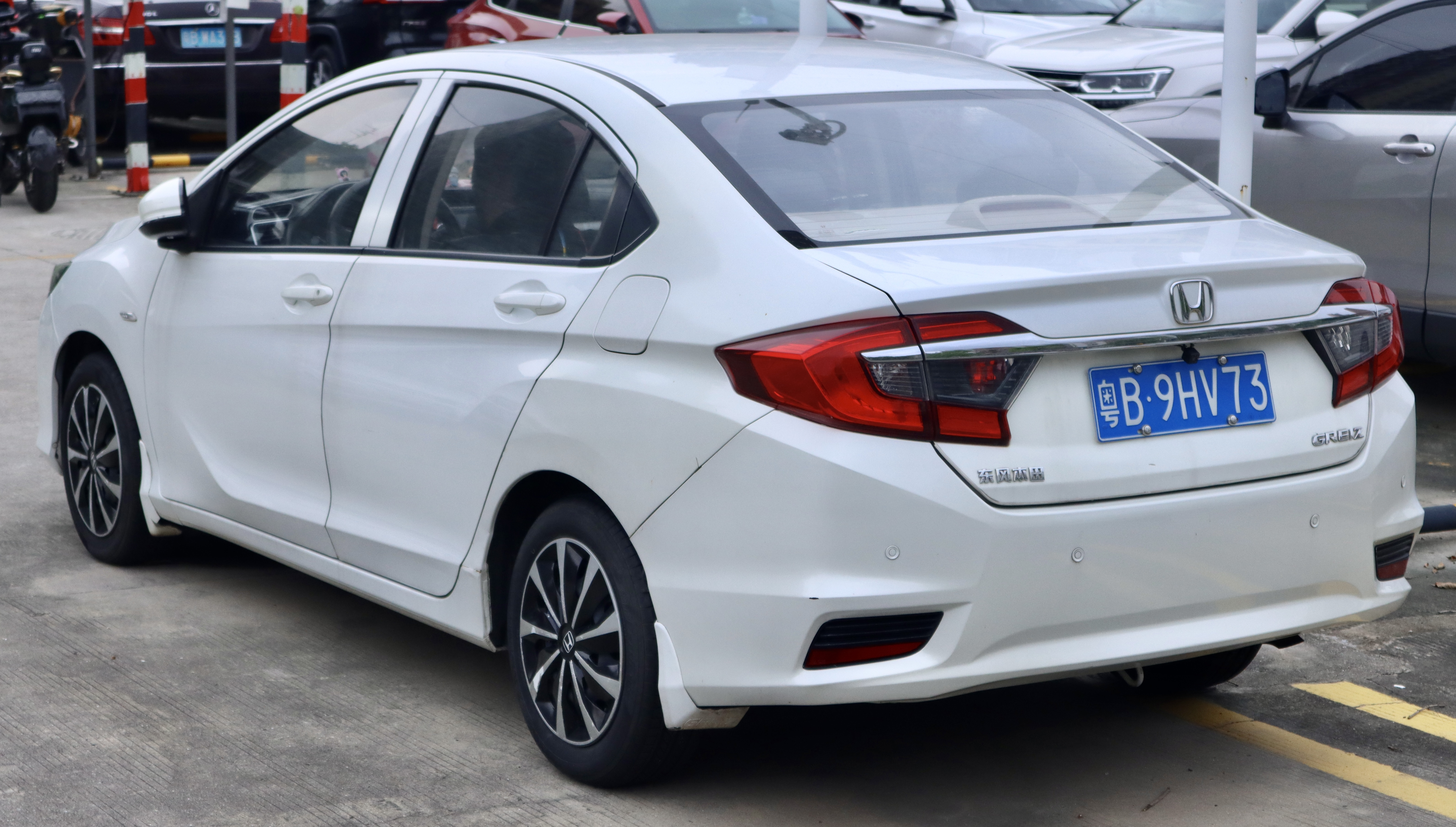
Heckansicht

Der Honda Greiz ist eine Limousine des japanischen Automobilherstellers Honda. Das Fahrzeug wurde im September 2015 der Öffentlichkeit präsentiert und basiert auf dem bei Guangqi Honda Automobile gebauten Honda City. Der sportlichere Greiz wurde bei Hondas anderem chinesischen Joint Venture Dongfeng Honda Automobile gebaut.
Angetrieben wird der Wagen von einem 1,5-Liter-Vierzylinder-Reihen-Ottomotor, der 96 kW (131 PS) leistet. Serienmäßig wurde er mit einem 5-Gang-Schaltgetriebe ausgeliefert, wahlweise war ein stufenloses Getriebe erhältlich.

## Technische Daten
|                                             | 1.5                       |
| Bauzeitraum                                 | 2015–2019                 |
| Motorkenndaten                              |                           |
| Motortyp                                    | 4-Zylinder-Reihenmotor    |
| Hubraum                                     | 1498 cm³                  |
| max. Leistung bei min−1                     | 96 kW (131 PS) / 6600     |
| max. Drehmoment bei min−1                   | 155 Nm / 4600             |
| Kraftübertragung                            |                           |
| Antrieb, serienmäßig                        | Vorderradantrieb          |
| Getriebe, serienmäßig                       | 5-Gang-Schaltgetriebe     |
| Getriebe, optional                          | (Stufenloses Getriebe)    |
| Messwerte                                   |                           |
| Höchstgeschwindigkeit                       | 184 km/h (188 km/h)       |
| Beschleunigung, 0–100 km/h                  | 9,4 s (10,8 s)            |
| Kraftstoffverbrauch auf 100 km (kombiniert) | 5,6 l Super (5,5 l Super) |